# Віктор-Моріс де Брольї
Віктор-Моріс де Брольї (фр. Victor-Maurice de Broglie; 12 березня 1647 — †4 серпня 1727) — військовий та державний діяч Французького королівства, маршал Франції.

## Життєпис
Походив з п'ємонтського шляхетського роду Брольї. Син генерал-лейтенанта Франсуа-Марі де Брольї, графа де Ревеля, і Олімпії-Катерини де Вассаль, графині Фавріа. Народився 1647 року в Туріні. 8 липня 1650 року отримав патент на командування Англійським піхотним полком. Фактично полком командували його батько, а потім стрийко Шарль де Брольї. 
1656 року після смерті батька успадкував графства Ревель і Брольї, маркизат Сенонш. Також отримав губернаторство в Ла-Басьо (неподалік від Лілля). Невдовзі стрийко Шарль отримав наказ керувати в Ла-Басьо від імені Віктор-Моріса. Після того, як цю фортецю було зруйновано на виконання умов Піренейського миру, розпорядженням, 1660 року Шарлю де Брольї було передано губернаторство в Авені, а Віктор-Моріс визначений його наступником. У серпні того ж року отримав роту в Іноземному кавалерійському полку, в якому її було розформовано разом з полком 1661 року.
1666 року отримав посаду прапороносця роти гвардійських жандармів. З початком Деволюційної війни супроводжував короля Людовика XIV під час кампанії у Фландрії 1667 року, брав участь в облогах Турне, Дуе, форту Скарп і Лілля. У 1668 році відзначився в кампанії у Франш-Конте — в облозі Доля і Гре.
1670 року отримав пенсіон в 6 тис. ліврів. Того ж дня Віктор-Моріс купив роту бургундських шеволежерів, з якою брав участь в облозі Епіналь, Шате і завоюванні Лотаринзького герцогства. У лютому 1671 році відставлений з посади прапороносця.
З початком Голландської війни 1672 року брав участь у взятті Орсуа, Райнбергу, захопленні Утрехту і Дуйсбургу. 1673 року відзначився у захопленні Маастрихту. Патентом від 1 березня 1674 року сформував кавалерійський полк свого імені (пізніше Королівський Нормандський), з яким бився в битві при Сенефі, де кілька разів атакував супротивника на чолі жандармерії, і керував ар'єргардом після битви, зібравши трупи і поранених, для чого довелося розбити кілька кавалерійських загонів ворога. За ці дії заслужив схвалу принца Людовика де Конде, а король Людовик XIV об'єднав роту бургундських шеволежерів з ротою жандармів під назвою бургундських жандармів, призначивши Брольї їх капітан-лейтенантом.
Подальшому у складі армії маршала Анрі де Тюренна в битві при Мюльхаузені 29 грудня атакував на чолі своєї роти роту лотаринзьких шеволежерів, змусивши їх відступити, але був важко поранений в шию пострілом з пістолету. 1675 року отримав звання бригадира. У кампанію того року служив в Нідерландах під командуванням короля і принца Конде, брав участь в облозі Лімбургу. У березні 1676 року відставлений від командування своїм кавалерійським полком. Брав участь в облозі Конде і Бушена. При облозі Ера відбив вилазку супротивника, при цьому під ним була вбито коня.
Отримавши наказ допомогти Маастріхту, обложеному Вільгельмом Оранським, рушив до міста в складі військ маршала Фоідріха фон Шомберга. Командуючи загоном, він атакував і змусив відступити ворожий ар'єргард, внаслідок чого облогу Масстрихту було знято. За це 25 серпня стає табірним маршалом. Залишок кампанії провів в Німецької армії маршала  Франсуа де Крекі . Відзначився у битві біля Ренйфельда та захоплені Фрайбургу. 1677 року завдав поразки графові фон Штарембергу біля Рейнфельдского моста, брав участь у захопленні Зекінгена, форту Кель, замку Ліхтенберг.
Під час Війни за об'єднання звитяжив під час захоплення міста Люксембург у 1684 році. З початком війни Аугсбургской ліги 1688 отримав звання генерал-лейтенанти. 29 вересня призначений командувати у Фландрії, але вже 20 грудня переведений командувачем в Лангедок, де почалися заворушення кальвіністів. Доволі швидко завдав останніх кількох поразок, але Брольї розбив повстанців в декількох зіткненнях, але військові дії затягнулися через брак ресурсів та партизанські дії кальвіністів. Зрештою воно 1702 року перетворилося на повстання камізарів.
1702 року отримав наказ сформувати полк власного імені. 1703 року втратив посаду в Лангедоці. Втім не брав участі у війні за іспанську спадщину, яка тоді вже почалася. Решту життя мешкав у своїх маєтностях та при дворі. 1724 року король Людовик XV надав йому звання маршала. Помер Віктор-Моріс де Брольї 1727 року в своєму замку Бюї.

## Родина
Дружина —Марі, донька Вільгельма I де Ламуаньона, маркіза де Бавіль, першого президента Паризького парламенту
Діти:
- Жозеф-Гіацинт (1667—1693)
- Шарль-Гійом (1669—1751), генерал-лейтенант
- Франсуа-Марі (1671—1745), маршал Франції, 1-й герцог де Брольї
- Ашіль (1672—1750), віце-адмірал
- Шарль-Моріс (1682—1766), абат-коммендатарій Мон-Сен-Мішеля, Бом-ле-Муана і Ле-Во-де-Серне
- Віктор (1689—1719/1720), полковник
- Марі-Мадлена (1683—1699), дружина Жан-Моріса Ріці, президента Тулузького парламенту